# Иван Јазбиншек
Иван Оскар Јазбиншек (Загреб, 9. август 1914—Загреб, 28. јун, 1996) био је југословенски и хрватски фудбалер и фудбалски тренер, словеначког порекла.

## Каријера

### Фудбалска
Каријеру је започео у Загребу, заигравши у клубовима Метеор Загреб и Полицијски Загреб. Након што је у периоду од 1934. до 1935. године играо за БСК Београд, од 1935. постао је играч 1. ХШК Грађански, са којим је 1937, 1940 и 1948. године освојио првенство Југославије, а 1943. године Прву лигу Хрватске. Након каријере у 1. ХШК Грађански, од 1945. до 1947. године играо је за Металац Загреб а након тога од 1947. до 1950. године за Динамо Загреб, где је завршио каријеру.
За репрезентацију Југославије одиграо је 7 утакмица, док је за селекцију Хрватске у периоду од 1940 до 1944. године одиграо 18 мечева.

### Тренерска
Након што је завршио фудбалску каријеру, постао је тренер НК Загреб 1952. године, а од 1953. до 1955. године био је тренер Динамо Загреба, са којим је освојио Првенство Југославије 1954. и 1971. године. У периоду од 1955. до 1956. године поново је био тренер НК Загреб, након тога од 1956. до 1957. године на клупи Хапоел Тел Авива, а тренерску каријеру завршио је на клупи клуба Торонто Канада, са којим је освојио НСЛ шампионат.